# PWI Rookie of the Year
Pour les articles homonymes, voir Rookie (homonymie).
Le PWI Rookie of the Year Award, remis chaque année depuis 1972 par le magazine de catch Pro Wrestling Illustrated, reconnait le débutant de l'année.

## Liste des gagnants
| Année | Gagnant                                                       | Finaliste                    | Troisième                        | Quatrième                        |
| ----- | ------------------------------------------------------------- | ---------------------------- | -------------------------------- | -------------------------------- |
| 1972  | Mike Graham (en)                                              |                              |                                  |                                  |
| 1973  | Bob Orton, Jr. / Tony Garea                                   |                              |                                  |                                  |
| 1974  | Larry Zbyszko                                                 |                              |                                  |                                  |
| 1975  | Ric Flair                                                     |                              |                                  |                                  |
| 1976  | Bob Backlund                                                  | Chavo Guerrero               | Steve Keirn (en)                 | Johnny Rivera                    |
| 1977  | Ricky Steamboat                                               | Jimmy Snuka                  | Big John Studd                   | Skip Young (en)                  |
| 1978  | Tommy Rich                                                    | Jay Youngblood (en)          | David Von Erich (en)             | Tully Blanchard                  |
| 1979  | Sweet Brown Sugar (Koko B. Ware)                              | Steve Travis                 | Bryan St. John                   | Eddie Gilbert (en)               |
| 1980  | Terry Taylor (en)                                             | Barry Windham                | Rick McGraw (en)                 | Tom Prichard                     |
| 1981  | David Sammartino (en)                                         | Brad Rheingans (en)          | Curt Hennig                      | Ron Richie                       |
| 1982  | Brad Armstrong                                                | Tiger Mask                   | Mike Rotunda                     | Kamala                           |
| 1983  | Angelo Mosca, Jr.                                             | King Kong Bundy              | Scott Armstrong                  | Arn Anderson                     |
| 1984  | Mike Von Erich (en)                                           | Nikita Koloff                | Krusher Khruschev (Barry Darsow) | Kevin Kelly (Nailz) (en)         |
| 1985  | Nord the Barbarian (en)                                       | Kendall Windham (en)         | Dan Spivey                       | Sam Houston (en)                 |
| 1986  | Lex Luger                                                     | Bam Bam Bigelow              | Sting                            | Tom Magee (en)                   |
| 1987  | Owen Hart                                                     | Big Bubba Rogers             | Shane Douglas                    | Doug Furnas                      |
| 1988  | Madusa Miceli                                                 | Chris Benoit                 | Maxx Payne (en)                  | Scott Steiner                    |
| 1989  | The Destruction Crew (en) (Mike Enos (en) & Wayne Bloom (en)) | Dustin Rhodes                | Scotty the Body (Raven)          | Johnathan Holliday               |
| 1990  | Steve Austin                                                  | El Gigante                   | Brad Anderson                    | Chris Chavis                     |
| 1991  | Johnny B. Badd                                                | The Patriot                  | Terri Power (en)                 | The Lightning Kid (Sean Waltman) |
| 1992  | Erik Watts (en)                                               | Diamond Dallas Page          | Vladimir Koloff                  | Chaz                             |
| 1993  | Vampire Warrior (Gangrel)                                     | Robbie Eagle (en)            | Kent et Keith Cole (en)          | The Headhunters                  |
| 1994  | 911                                                           | Bob Holly                    | Abbudah Singh (Balls Mahoney)    | Mikey Whipwreck                  |
| 1995  | Alex Wright                                                   | Craig Pittman (en)           | Lawrence Taylor                  | Madd Maxine (en)                 |
| 1996  | The Giant (Big Show)                                          | Steve McMichael              | Rocky Maivia (The Rock)          | Joe Gomez                        |
| 1997  | Prince Iaukea (en)                                            | Ernest "The Cat" Miller (en) | Chris Chetti (en)                | Brakkus (en)                     |
| 1998  | Goldberg                                                      | Sable                        | Droz                             | Mark Henry                       |
| 1999  | Shane McMahon                                                 | Evan Karagias                | Vince McMahon                    | Lash LeRoux (en)                 |
| 2000  | Kurt Angle                                                    | Lita                         | Mark Jindrak and Sean O'Haire    | Chuck Palumbo                    |
| 2001  | Randy Orton                                                   | Brock Lesnar                 | K-Kwik (R-Truth)                 | The Prototype (John Cena)        |
| 2002  | Maven                                                         | Christopher Nowinski         | Nidia                            | Taylor Matheny (en)              |
| 2003  | Zach Gowen                                                    | Sylvain Grenier              | Trinity                          | Matt Morgan                      |
| 2004  | Monty Brown                                                   | Petey Williams               | Johnny Nitro (John Morrison)     | Matt Cappotelli (en)             |
| 2005  | Bobby Lashley                                                 | Christy Hemme                | Mikey Batts (en)                 | Ken Doane                        |
| 2006  | Boogeyman                                                     | Charles Evans                | Akebono                          | Cody Runnels (Cody Rhodes)       |
| 2007  | Hornswoggle                                                   | Ted DiBiase, Jr.             | Pelle Primeau                    | Mike DiBiase                     |
| 2008  | Joe Hennig (Curtis Axel)                                      | Brett DiBiase (en)           | Ricky Steamboat, Jr.             | Ryan McBride                     |
| 2009  | Mike Sydal                                                    | Jesse Neal                   | Brittney Savage (en)             | J.T Flash                        |
| 2010  | David Otunga                                                  | Tamina                       | Percy Watson                     | Corey Hollis                     |
| 2011  | Ace Hawkins                                                   | Nick Madrid                  | Leakee (Roman Reigns)            | Briley Pierce                    |
| 2012  | Veda Scott (en)                                               | The Big O                    | Jason Jordan                     | Bambi Hall (en)                  |
| 2013  | Tim Zbyszko                                                   | Cody Hall                    | Lucipher Lords                   | Matt King                        |
| 2014  | Charlotte Flair                                               | Enzo Amore                   | Mojo Rawley                      | Chad Gable                       |
| 2015  | Moose                                                         | Tessa Blanchard              | Braun Strowman                   | Dana Brooke                      |
| 2016  | Nia Jax                                                       | Lio Rush                     | Matt Riddle                      | Shayna Baszler                   |
| 2017  | Otis Dozovic                                                  | Ray González Jr. (en)        | Andy Williams (en)               | Hirai Kawato (Master Wato)       |
| 2018  | Ronda Rousey                                                  | Tomoyuki Oka (Great-O-Khan)  | Kacy Catanzaro (Katana Chance)   | Taynara Conti (Tay Melo)         |
| 2019  | Brian Pillman Jr                                              | Jessamyn Duke                | Utami Hayashishita               | Green Ant (Tracy Williams) (en)  |
| 2020  | Dominik Mysterio                                              | Anna Jay                     | Joshua Wavra                     | Abadon (en)                      |
| 2021  | Jade Cargill                                                  | Bron Breakker                | Bad Bunny                        | Brock Anderson (en)              |
| 2022  | Hook                                                          | Logan Paul                   | Paige VanZant                    | Tony D'Angelo (en)               |
| 2023  | Sol Ruca (en)                                                 | Ava Raine (en)               | Toga                             | Gabby Forza                      |

## Sources et références
1. ↑  (en-US) « PWI ACHIEVEMENT AWARDS – PWI Pro Wrestling Illustrated », 2 août 2023 (consulté le 4 août 2023)
2. ↑  (en) « PWI Achievement Awards: Comeback », Pro Wrestling Illustrated, 6 janvier 2011 (consulté le 7 janvier 2011)
3. ↑  (en-US) « ACHIEVEMENT 2023: PWI AWARDS, Year In Review – PWI Pro Wrestling Illustrated », 6 mai 2024 (consulté le 19 mai 2024)